# Torsten Malinen
Torsten Henrik Malinen (Pirkkala, 14 de novembro de 1877 – Jämsä, 12 de fevereiro de 1951) foi um advogado, juiz e político finlandês, que ocupou o cargo de ministro da Justiça.
Malinen era filho de Henrik Malin e Sofia Eleonora von Platen. Ele cursou o Liceu de Tampere e se graduou em direito pela Universidade de Helsinque, obtendo o título de varatuomari em 1905.
Em sua carreira, foi prefeito de Pori, assessor do Tribunal de Apelação de Turku e juiz distrital de Jämsä e Ilmajoki. No âmbito político, serviu como ministro da Justiça durante o primeiro governo de Juho Sunila. Em 1939, foi agraciado com o título Lamanni.